# August 2022
Portal Geschichte | Portal Biografien | Aktuelle Ereignisse | Jahreskalender | Tagesartikel

◄ |
20. Jahrhundert |
21. Jahrhundert

◄ |
1990er |
2000er |
2010er |
2020er
| 2030er | 2040er

◄ |
2018 |
2019 |
2020 |
2021 |
2022
| 2023 | 2024 | 2025 | 2026 | ►

◄ |
Mai 2022 |
Juni 2022 |
Juli 2022 |
August 2022 |
September 2022 |
Oktober 2022 |
November 2022 |
►
Dieser Artikel behandelt tagesbezogene Nachrichten und Ereignisse im August 2022.

## Tagesgeschehen

### Montag, 1. August 2022
- Cookinseln: Parlamentswahlen
- Nürnberg/Deutschland: Die frühere deutsche Arbeitsministerin Andrea Nahles übernimmt den Vorstandsvorsitz der Bundesagentur für Arbeit.
- Hohenhameln/Deutschland: Das bereits stillgelegte Steinkohlekraftwerk Mehrum nimmt nach der Gasdrosselung durch Russland in Zusammenhang mit dem Überfall auf die Ukraine seinen Betrieb wieder auf.

### Freitag, 5. August 2022
- St. Kitts und Nevis: Parlamentswahlen

### Samstag, 6. August 2022
- Hamburg/Deutschland: Demonstration zum Christopher Street Day.

### Sonntag, 7. August 2022
- Washington, D.C./Vereinigte Staaten: Der Senat stimmt dem Inflation Reduction Act zu, einem Gesetzentwurf im Gesamtumfang von rund 430 Milliarden Dollar, unter anderem für Investitionen in den Klimaschutz und die Energiesicherheit, den Sozialbereich, die Schließung von Steuerschlupflöchern sowie für den Schuldenabbau.[1]

### Montag, 8. August 2022
- Birmingham/Vereinigtes Königreich: Schlussfeier der XXII. Commonwealth Games
- Mar-a-Lago/Florida: Agenten der US-Bundespolizei FBI durchsuchen das in Florida liegende Anwesen von Ex-Präsident Donald Trump.

### Dienstag, 9. August 2022
- Kenia: Präsidentschaftswahl, Parlamentswahl, Regionalwahl

### Donnerstag, 11. August 2022
- München/Deutschland: Beginn der 2. European Championships (bis 21. August)
- Rostock/Deutschland: Hanse Sail (bis 14. August)

### Freitag, 12. August 2022
- Breslau/Polen/Frankfurt an der Oder/Deutschland: In der Oder kommt es flussaufwärts ab Breslau zu einer Umweltkatastrophe, bei der zahlreiche Fische und andere Lebewesen sterben.

### Samstag, 13. August 2022
- Bangladesch: Fast 150.000 Beschäftigte der Teeplantagen und Teefabriken des Landes treten in den Streik, um angesichts der Inflation eine Erhöhung des Tageslohns von 120 Taka (rund 1 Dollar) auf 300 Taka zu erreichen.[2][3]
- Locarno/Schweiz: Der Spielfilm Regra 34 der brasilianischen Regisseurin Júlia Murat gewinnt den Goldenen Leoparden des 75. Filmfestivals von Locarno.

### Montag, 15. August 2022
- Nairobi/Kenia: William Ruto wird zum Sieger der am 9. August 2022 stattgefundenen Präsidentschaftswahl erklärt.

### Dienstag, 23. August 2022
- Internationaler Tag zur Erinnerung an den Sklavenhandel und an seine Abschaffung

### Mittwoch, 24. August 2022
- Angola: Präsidentschafts-, Parlaments- und Lokalwahlen

### Freitag, 26. August 2022
- Marl/Deutschland: Verleihung der Grimme-Preise

### Samstag, 27. August 2022
- Vatikanstadt: Papst Franziskus kreiert in einem Konsistorium 21 Geistliche und Würdenträger der Kirche zu Kardinälen

### Sonntag, 28. August 2022
- Pratteln/Schweiz: Das Eidgenössische Schwing- und Älplerfest geht zu Ende.
- Stuttgart/Deutschland: Der britische Radprofi Adam Yates vom Team Ineos Grenadiers gewinnt die Deutschland Tour 2022.

### Montag, 29. August 2022
- New York/Vereinigte Staaten: Beginn der US Open (bis 11. September)
- Cape Canaveral/Vereinigte Staaten: Geplanter Start von Artemis 1.

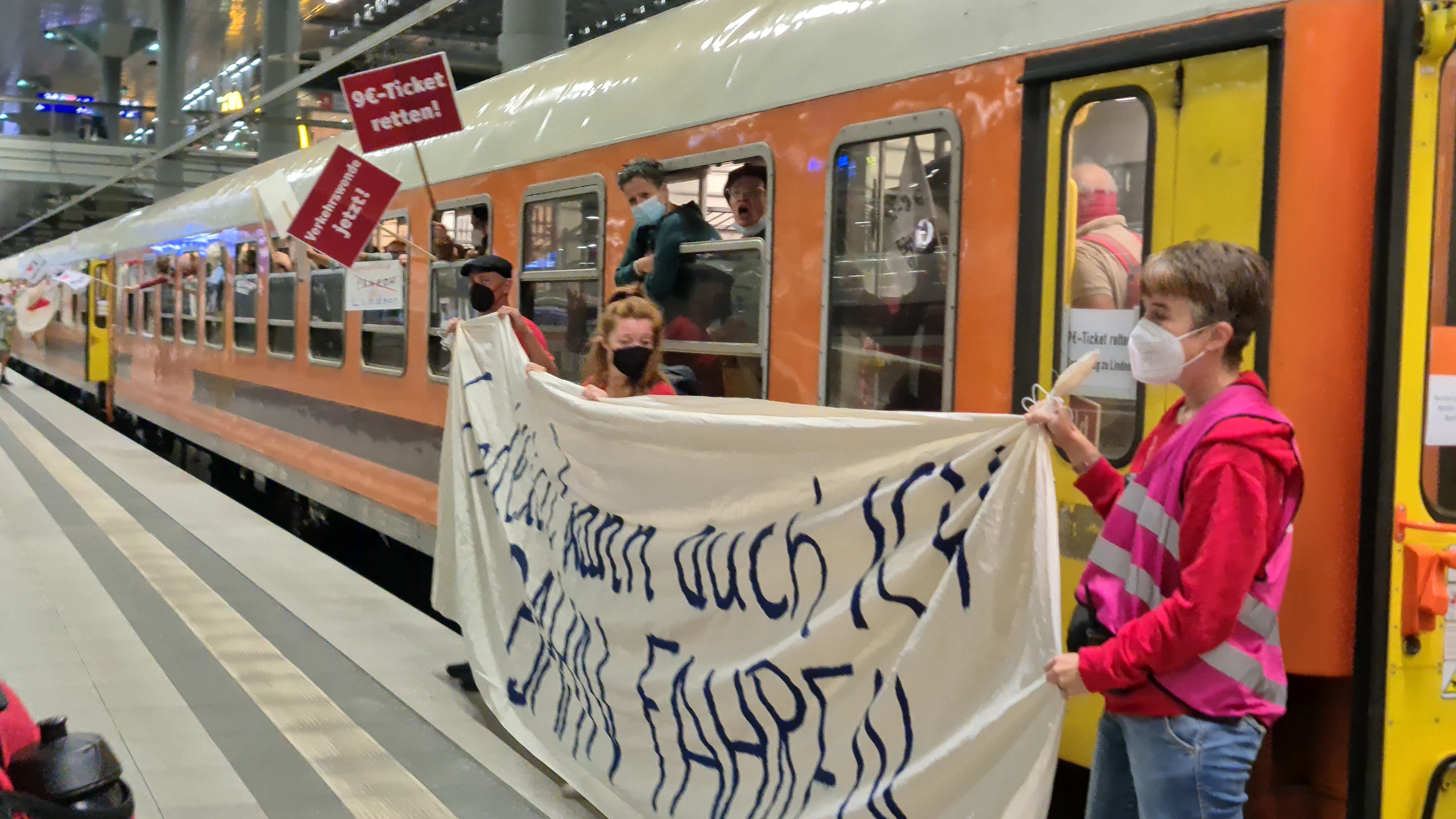
Demozug von Campact

- Aktivisten von Campact, Greenpeace und Fridays for Future fahren mit einem Sonderzug zu Bundesfinanzminister Christian Lindner, um für die Fortsetzung 9-Euro-Tickets zu demonstrieren.

### Dienstag, 30. August 2022
- Michail Gorbatschow stirbt in Moskau.

### Mittwoch, 31. August 2022
- Genf/Schweiz: Der UNHCHR ist zu der Einschätzung gekommen, dass Vorwürfe von Folter und Misshandlungen in den Umerziehungslagern in Xinjiang glaubhaft sind; Anhaltspunkte für Verbrechen gegen die Menschlichkeit durch Verfolgung und Umerziehung der Uiguren in Xinjiang seien gegeben.
- Karlsruhe/Deutschland: 11. Vollversammlung des Weltkirchenrates (bis 8. September).
- Venedig/Italien: Zur Eröffnung der 79. Internationalen Filmfestspiele wird die französische Schauspielerin Catherine Deneuve mit dem Goldenen Löwen für ihr Lebenswerk geehrt.